# UCI-BMX-Racing-Weltcup 2021
Der UCI-BMX-Racing-Weltcup 2021 wurde von Mai bis Oktober des Jahres ausgetragen. Durch die Union Cycliste Internationale wurden bei acht Rennen an drei Standorten die Weltcup-Sieger im BMX-Rennsport ermittelt. Die Serie trug letztmals die Bezeichnung UCI-BMX-Supercross-Weltcup. Die ersten vier Rennen zählten noch als Qualifikation für das olympische BMX-Rennen im Juli 2021.
Erstmals in der Geschichte des Weltcups gab es ein U23-Klassement. U23-Fahrer (aber nicht Junioren) konnten wählen, ob sie in diesem oder im allgemeinen Klassement antreten wollten.

## Termine
Der Terminkalender wurde im Februar 2021 veröffentlicht und sah eine Auftaktveranstaltung in Stuttgart vor. Diese wurde von den dortigen Behörden im Gefolge der Corona-Pandemie untersagt, stattdessen sprang kurzfristig das italienische Verona ein. Der endgültige Terminplan war damit wie folgt:
- Verona: 8. und 9. Mai
- Bogotá: 29. und 30. Mai
- Sakarya: 23. und 24. Oktober
- Sakarya: 30. und 31. Oktober

Nachdem seit 2017 je zwei Läufe pro Wochenende durchgeführt worden waren, stellte das doppelte Abschluss-Wochenende am selben Standort ein Novum dar.

## Männer
| # | Datum       | Ort     | Erster         | Zweiter          | Dritter            |
| - | ----------- | ------- | -------------- | ---------------- | ------------------ |
| 1 | 8. Mai      | Verona  | Simon Marquart | Arthur Pilard    | Nicolás Torres     |
| 2 | 9. Mai      | Verona  | David Graf     | Simon Marquart   | Niek Kimmann       |
| 3 | 29. Mai     | Bogotá  | Joris Daudet   | Cédric Butti     | Helvijs Babris     |
| 4 | 30. Mai     | Bogotá  | Joris Daudet   | Carlos Ramírez   | Arthur Pilard      |
| 5 | 23. Oktober | Sakarya | Simon Marquart | Joris Daudet     | Cédric Butti       |
| 6 | 24. Oktober | Sakarya | Carlos Ramírez | Romain Racine    | Aleksandr Katyshev |
| 7 | 30. Oktober | Sakarya | Diego Arboleda | Vincent Pelluard | Carlos Ramírez     |
| 8 | 31. Oktober | Sakarya | Simon Marquart | Diego Arboleda   | Joris Daudet       |

Gesamtwertung
| Platz | Name             | Punkte |
| ----- | ---------------- | ------ |
| 1     | Simon Marquart   | 740    |
| 2     | Carlos Ramírez   | 675    |
| 3     | Joris Daudet     | 640    |
| 4     | Vincent Pelluard | 632    |
| 5     | Cédric Butti     | 595    |
| 6     | Diego Arboleda   | 575    |

## Frauen
| # | Datum       | Ort     | Erste           | Zweite            | Dritte           |
| - | ----------- | ------- | --------------- | ----------------- | ---------------- |
| 1 | 8. Mai      | Verona  | Judy Baauw      | Merel Smulders    | Sae Hatakeyama   |
| 2 | 9. Mai      | Verona  | Laura Smulders  | Zoé Claessens     | Natalia Afremova |
| 3 | 29. Mai     | Bogotá  | Mariana Pajón   | Gabriela Bolle    | Natalia Afremova |
| 4 | 30. Mai     | Bogotá  | Mariana Pajón   | Payton Ridenour   | Natalia Afremova |
| 5 | 23. Oktober | Sakarya | Felicia Stancil | Eliška Bartuňková | Molly Simpson    |
| 6 | 24. Oktober | Sakarya | Laura Smulders  | Felicia Stancil   | Zoé Claessens    |
| 7 | 30. Oktober | Sakarya | Laura Smulders  | Felicia Stancil   | Mariana Pajón    |
| 8 | 31. Oktober | Sakarya | Laura Smulders  | Felicia Stancil   | Mariana Pajón    |

Gesamtwertung
| Platz | Name             | Punkte |
| ----- | ---------------- | ------ |
| 1     | Mariana Pajón    | 815    |
| 2     | Laura Smulders   | 770    |
| 3     | Felicia Stancil  | 705    |
| 4     | Natalia Afremova | 635    |
| 5     | Payton Ridenour  | 600    |
| 6     | Merel Smulders   | 550    |

## Männer U23
| # | Datum       | Ort     | Erster            | Zweiter            | Dritter           |
| - | ----------- | ------- | ----------------- | ------------------ | ----------------- |
| 1 | 8. Mai      | Verona  | Ynze Oegema       | Einar Lindberg     | Wannes Magdelijns |
| 2 | 9. Mai      | Verona  | Brian van Eeuwijk | Ynze Oegema        | Pierre Geisse     |
| 3 | 29. Mai     | Bogotá  | Asuma Nakai       | Cristhian Castro   | Daniel Santiago   |
| 4 | 30. Mai     | Bogotá  | Asuma Nakai       | Juanpablo Chaparro | Cristhian Castro  |
| 5 | 23. Oktober | Sakarya | Pietro Bertagnoli | Asuma Nakai        | Tim Weiersmüller  |
| 6 | 24. Oktober | Sakarya | Loris Aeberhard   | Asuma Nakai        | Mateo Colsenet    |
| 7 | 30. Oktober | Sakarya | Pietro Bertagnoli | Mateo Colsenet     | Mathijn Bogaert   |
| 8 | 31. Oktober | Sakarya | Asuma Nakai       | Giacomo Gargaglia  | Mathijn Bogaert   |

Gesamtwertung
| Platz | Name              | Punkte |
| ----- | ----------------- | ------ |
| 1     | Asuma Nakai       | 810    |
| 2     | Wannes Magdelijns | 500    |
| 3     | Cristhian Castro  | 485    |
| 4     | Brian van Eeuwijk | 435    |
| 5     | Pietro Bertagnoli | 405    |
| 6     | Mateo Colsenet    | 385    |

## Frauen U23
| # | Datum       | Ort     | Erste               | Zweite           | Dritte              |
| - | ----------- | ------- | ------------------- | ---------------- | ------------------- |
| 1 | 8. Mai      | Verona  | Thayla Burford      | Michelle Wissing | Francesca Cingolani |
| 2 | 9. Mai      | Verona  | Tessa Martinez      | Thayla Burford   | Léa Brindjonc       |
| 3 | 29. Mai     | Bogotá  | Thayla Burford      | Maria Restrepo   | Paola Parra         |
| 4 | 30. Mai     | Bogotá  | Thayla Burford      | Maria Restrepo   | Ana Cadavid         |
| 5 | 23. Oktober | Sakarya | Francesca Cingolani | Jui Yabuta       | Léa Brindjonc       |
| 6 | 24. Oktober | Sakarya | Kanami Tanno        | Thayla Burford   | Léa Brindjonc       |
| 7 | 30. Oktober | Sakarya | Jui Yabuta          | Vineta Pētersone | Léa Brindjonc       |
| 8 | 31. Oktober | Sakarya | Léa Brindjonc       | Vineta Pētersone | Thayla Burford      |

Gesamtwertung
| Platz | Name                | Punkte |
| ----- | ------------------- | ------ |
| 1     | Thayla Burford      | 970    |
| 2     | Léa Brindjonc       | 710    |
| 3     | Jui Yabuta          | 480    |
| 4     | Francesca Cingolani | 435    |
| 5     | Vineta Pētersone    | 405    |
| 6     | Kanami Tanno        | 380    |